# 816

## Esdeveniments
- Comença el pontificat d'Esteve IV
- Lluís I el Pietós arriba a pactes amb el Papat per reconèixer el seu patrimoni a canvi de la benedicció papal
- Es propaga el sistema de numeració posicional entre el món àrab

## Necrològiques
- 12 de juny - Roma: Papa Lleó III, papa de Roma.[1]